# Crissiumal
Crissiumal es un municipio brasileño del estado de Rio Grande do Sul.
Se encuentra ubicado a una latitud de 27º29'59" Sur y una longitud de 54º06'04" Oeste, estando a una altura de 410 metros sobre el nivel del mar. Su población en el año de 2007 és de 14.726 habitantes.
Ocupa una superficie de 364,14 km². El municipio se encuentra a orillas del río Uruguay, que lo separa de Argentina.
- Datos: Q279130
- Multimedia: Crissiumal / Q279130

1. ↑  Worldpostalcodes.org,código postal n.º 98640-000.